# Kieron Dyer
Kieron Courtney Dyer (ur. 29 grudnia 1978 w Ipswich) – angielski piłkarz występujący na pozycji ofensywnego pomocnika lub skrzydłowego.
Piłkarską karierę rozpoczynał w klubie Ipswich Town. W 1996 zadebiutował w barwach tego klubu w Premiership. Występował tam do 1999, kiedy to Ruud Gullit, który był wówczas trenerem Newcastle United, zdecydował się kupić utalentowanego piłkarza za 6,5 mln funtów. W barwach Newcastle United występował do roku 2007.
Dyer miał wielokrotnie problemy z prawem. W 2005 było jednak głośno po tym jak Dyer w trakcie meczu ligowego z Aston Villą pobił się z kolegą z drużyny Lee Bowyerem. Obaj zawodnicy zostali ukarani czerwonymi kartkami, a także innymi karami. Dyer został ukarany zakazem gry w trzech meczach, natomiast Bowyer nie grał w siedmiu spotkaniach i został ukarany przez klub karą 200 tys. funtów.
Na początku sierpnia 2007 roku Dyer podpisał 4-letni kontrakt z West Ham United, a 4 sierpnia nastąpiła oficjalna prezentacja zawodnika w koszulce "Młotów". Kosztował 6 milionów funtów.
Dyer wystąpił w 28 meczach w reprezentacji Anglii. Debiutował w 1999 w meczu przeciwko Luksemburgowi. Wystąpił z reprezentacją Anglii m.in. w Mistrzostwach Świata 2002 i Mistrzostwach Europy 2004.
Na początku sezonu 2011/2012 Kieron Dyer na zasadzie wolnego transferu przeniósł się do Queens Park Rangers.
9 stycznia 2013 roku Queens Park Rangers rozwiązał kontrakt z Dyerem.